# Hélène Ange Doukas
Hélène Ange Doukas (née vers 1242-1271) est une reine de Sicile, la seconde épouse du roi Manfred Ier de Sicile. La reine Hélène était la fille de Michel II Doukas, despote d'Épire, et de Théodora Petraliphaina. Son mariage était une démonstration de l'alliance entre son père et le dirigeant de la Sicile contre la montée en puissance de l'Empire de Nicée.

## Mariage

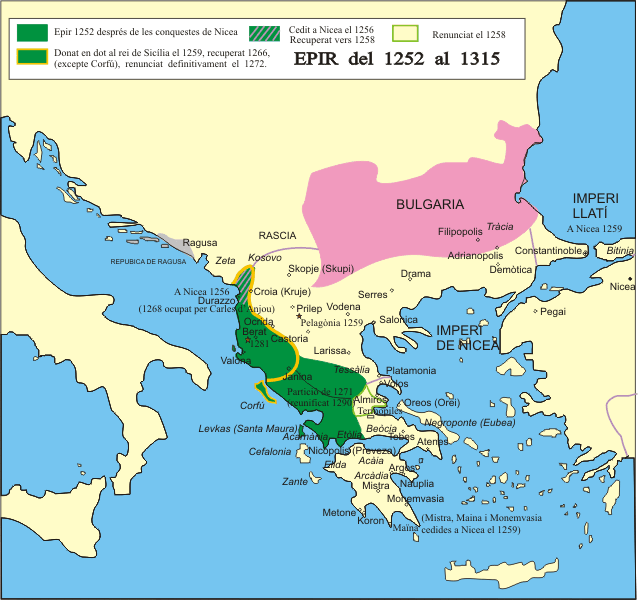
Les terres de la dot de la reine Hélène

Elle se marie avec Manfred de Sicile le 2 juin 1259, après la mort de sa première épouse Béatrice de Savoie en 1257 et son couronnement le 10 août 1258. D. J. Geanakoplos note que ce mariage était surprenant, étant donné que le père de Manfred, Frédéric II, avait formé une alliance avec Jean III Vatatzès, le souverain de l'empire de Nicée, mais « il faut considérer que la conquête de l'empire Byzantin avait été un objectif des Normands depuis plus d'un siècle, et que Manfred était alors dans une position assez forte en Italie pour se permettre d'abandonner l'alliance de son père de et de se tourner vers ceux qui pouvaient l'aider dans ses ambitions pour la domination des Balkans. » Peu de détails sur l'arrangement de ce mariage sont parvenus jusqu'à nous. « Il serait intéressant, » observe Geanakoplos, « de savoir qui a pris l'initiative de promouvoir le mariage ; si le mariage de Manfred a précédé celui de Guillaume d'Achaïe à Anne, une autre fille de Michel II ; et, plus important, si les biens Épirotes de Manfred ont été pris à Michel II par la conquête ou s'ils faisaient partie de la dot. »
Manfred captura Dyrrhachium et ses environs dans les deux années suivantes. Michel II avait encore une revendication territoriale sur la ville mais à l'époque, il se préparait à assiéger la ville de Thessalonique. La dot d'Hélène comprenait tous les droits sur Dyrrhachium et ses environs, ainsi que l'île de Corfou. Corfou est le seul gain territorial pour Manfred.

## Emprisonnement
Manfred est tué lors de la bataille de Bénévent, le 26 février 1266, alors qu'il affronte son rival et successeur Charles Ier d'Anjou. Charles capture Hélène et l'emprisonne. Elle vit cinq ans en captivité dans le château de Nocera Inferiore où elle meurt en 1271.

## Descendance
Hélène et Manfred ont eu cinq enfants :
- Béatrice de Sicile (c. 1260 – avant 1307), emprisonnée dans le Castel dell'Ovo jusqu'à sa libération, elle épousa plus tard Rainer Gherardesca, puis Manfred IV de Saluces ;
- Frédéric de Sicile (c. 1259 – mentionné vivant pour la dernière fois en 1312), aveuglé et emprisonné au château Castel del Monte ;
- Henri de Sicile (mai 1262 – 31 octobre 1318), aveuglé et emprisonné à Castel del Monte ;
- Enzio de Sicile (c. 1261 – c. 1301), aveuglé et emprisonné à Castel del Monte ;
- Flordelis de Sicile (c. 1266 – mentionnée vivante pour la dernière fois en 1297), emprisonnée à Castel dell'Ovo jusqu'à sa libération.